# Municipio de Constancia del Rosario
El Municipio de Constancia del Rosario es uno de los 570 municipios en los que se encuentra dividido el estado mexicano de Oaxaca, localizado al occidente del estado, su cabecera es la población del mismo nombre.

## Geografía
Constancia del Rosario se encuentra ubicado en el extremo oeste del estado de Oaxaca y en los límites con el estado de Guerrero, forma parte de la Región mixteca oaxaqueña y del Distrito de Putla, aunque algunas fuentes la incluyen en el Distrito de Juxtlahuaca; es un municipio territorialmente discontinuo, formado por dos extensiones geográficas separadas entre sí por el territorio del municipio de Santiago Juxtlahuaca y tiene una extensión territorial de 298.54 kilómetros cuadrados que equivalen al 0.31 % del territorio estatal; sus coordenadas geográficas extremas son 16° 59' - 17° 08' de latitud norte y 97° 55' - 98° 06' de longitud oeste, su altitud fluctúa entre los 2 200 y los 700 metros sobre el nivel del mar.
Limita al norte con el municipio de Santiago Juxtlahuaca y al sureste con el municipio de Putla Villa de Guerrero; al suroeste limita con el estado de Guerrero, en particular con el municipio de Tlacoachistlahuaca y con el municipio de Xochistlahuaca.

## Demografía
Según los resultados del Censo de Población y Vivienda de 2010 realizado por el Instituto Nacional de Estadística y Geografía la población total del municipio de Constancia del Rosario es de 3 860 habitantes, de los que 1 795 son hombres y 2 065 son mujeres.

### Localidades
En el municipio de Constancia del Rosario se localizan 13 localidades y su población en 2010 se enlista a continuación:
| Localidad                    | Población |
| Total Municipio              | 3 860     |
| Constancia del Rosario       | 1 205     |
| San José Yosocañú (Yosocanú) | 1 057     |
| Santa Cruz Río Venado        | 453       |
| Rancho Viejo                 | 386       |
| Santa María Pueblo Nuevo     | 368       |
| Santa Ana Rayón              | 148       |
| Barrio Loma Bonita           | 148       |
| La Cacica                    | 43        |
| Loma Ancha                   | 32        |
| Cerro Pluma (Dos Plumas)     | 8         |
| Piedra Blanca                | 6         |
| Río Verde                    | 6         |

## Política
El municipio de Constancia del rosario es uno de los 418 municipios oaxaqueños que para la elección de sus autoridades se rige por el principio denominado usos y costumbres, es decir, en ellos no opera el sistema de elección mediante partidos políticos que funciona en todos los restantes municipios de México, como un medio para preservar y proteger las costumbres y cultura del lugar; el máximo órgano electoral es la Asamblea General donde participan todos los pobladores mayores de dieciocho años y en la cual es electo el ayuntamiento integrado por el presidente municipal, un Síndico y seis regidores. El periodo constitucional comienza el día 1 de enero del año siguiente a su elección.

### Representación legislativa
Para la elección de diputados locales al Congreso de Oaxaca y de diputados federales a la Cámara de Diputados federal, Constancia del Rosario se encuentra integrado en los siguientes distritos electorales:
Local:
- XII Distrito Electoral Local de Oaxaca con cabecera en Putla Villa de Guerrero.[5]

Federal:
- VI Distrito Electoral Federal de Oaxaca con cabecera en la Heroica Ciudad de Tlaxiaco.[6]

### Presidentes municipales
- 1(1964 - 1966):  Marciano M. Cisneros

- (1997 - 1998): Moisés Argelio Camacho Guzmán
- (1999 - 2001): Ricardo Baños Peláez
- (2002 - 2004): Ismael Carrasco Cid
- (2005 - 2007): Joaquín Francisco León Hernández
- (2008 - 2010): Jaime Rodríguez Guzmán
- (2011 - 2013): José Merino Fernández